# Franz Staudt
Franz Staudt (* 5. September 1946 in Kirchdorf am Haunpold) ist ein deutscher Kinderarzt und langjähriger Chefarzt und Ärztlicher Direktor der Kinderklinik Dritter Orden Passau.

## Leben
Franz Staudt wuchs gemeinsam mit acht Geschwistern auf, seine Mutter arbeitete als Kinderärztin, der Vater war als Allgemeinmediziner, Chirurg und Entbindungshelfer tätig. Nach dem Abitur absolvierte Staudt den Militärdienst in Mittenwald und studierte anschließend in München Medizin. Dort galt sein Interesse bald der Kinderheilkunde, speziell dem Kinder-Elektroenzephalogramm (EEG). 1974 wurde er mit einer Arbeit über „Normative Daten des Elektroenzephalogramms bei Kindern“ an der Technischen Universität München promoviert. Die Habilitation mit dem Titel „Krampfanfälle bei Früh- und Neugeborenen – Untersuchungen zum Stellenwert des EEG im Vergleich zu bildgebenden Verfahren (CT-Scan und Echoenzephalographie)“ folgte 1986. 1992 wurde Staudt an der Technischen Universität München zum außerplanmäßigen Professor ernannt.
Nach der Weiterbildung zum Kinderarzt an der Universitätskinderklinik in Freiburg verbrachte er 1979/80 ein Jahr als Stipendiat der DFG in den USA (Universitätskinderkliniken in Portland/Oregon und San Diego/Californien) und befasste sich dort mit der Neugeborenenneurologie (Neugeborenen-EEG und Schädelsonographie). Anschließend war er Oberarzt am Kinderkrankenhaus St. Hedwig in Freiburg und kam 1986 über die Kinderklinik der TU München nach Passau, wo er die Position des Chefarztes der Kinderklinik Dritter Orden antrat. Hier war ihm vor allem die Anbindung an das Klinikum Passau als Schwerpunktversorgungs-Krankenhaus inklusive Perinatalzentrum zur Versorgung von Früh- und Neugeborenen ein Anliegen. Gleiches gilt für die Gründung eines Sozialpädiatrischen Zentrums sowie für den Ausbau des Schwerpunkts Neuropädiatrie mit besonderem Augenmerk auf Epileptologie und die Einrichtung einer Psychosomatischen Einheit mit Erarbeitung eines Konzepts für ganz Bayern. 2011 ging Staudt als Chefarzt und Ärztlicher Direktor der Kinderklinik Dritter Orden in den Ruhestand.
Von 2012 bis 2015 absolvierte er den Master-Studiengang „Ethik“ an der Hochschule für Philosophie München. Seine Masterarbeit verfasste er zum Thema „Ethik in der Kinder- und Jugendmedizin“. Im Mai 2021 schloss er den „Theologischen Fernkurs“ des Instituts Fernkurs für theologische Bildung ab.
Staudt war langjähriges Mitglied des Vorstands und 1999/2000 1. Vorsitzender des Bundesverbands der Leitenden Kinderärzte und Kinderchirurgen Deutschlands (VLKKD). Von 1996 bis 2011 war er zudem 1. Vorsitzender des VLKKD-Landesverbandes Bayern. Er ist als Armenbetreuer und Mitglied des Vorstands der Liebfrauen Schiffleut und Salzfertiger-Bruderschaft (Lamplbruderschaft) in Passau.

## Publikationen
- Franz Staudt (Hrsg.): Kinder-EEG. Thieme Verlag, Stuttgart 2014
- Franz Staudt: Ethik in der Kinder- und Jugendmedizin. Akademiker Verlag 2016
- Franz Staudt, Eberhard Schockenhoff (Hrsg.): Ethik in der Medizin. Veröffentlichung der Cadenabbia Akademie der Altstipendiaten der Konrad-Adenauer-Stiftung e.V., Freiburg 2016, abrufbar hier
- Siegfried Bühner: Moderne Medizin: Ethik oder Geschäft? Bericht über einen Vortrag beim Freundeskreis der Akademie Tutzing in Weiden, 20. Februar 2018, abrufbar hier
- Franz Staudt: Ethische Aspekte der pränatalen Eingriffe. Deutsches Ärzteblatt 2018; 115 (25): 1211–1214, abrufbar hier
- Franz Staudt: Ökonomie in der Medizin – Ethische Aspekte, Vortrag beim 52. Internationalen Osterseminar-Kongress für pädiatrische Fortbildung, Brixen, 17. April 2019
- Franz Staudt: Neuropädiatrie – Medizinethische Aspekte, Neuropädiatrie in Klinik und Praxis 21. Jg. (2022), Nr. 2